# Tyra Banks
Tyra Lynne Banks (ur. 4 grudnia 1973 w Los Angeles) – amerykańska modelka, aktorka, piosenkarka i osobowość telewizyjna, w latach 2005–2010 była prowadzącą talk-show The Tyra Banks Show.
Znana również jako prowadząca i jurorka telewizyjnego reality show Zostań top modelką (2003–2015, od 2017).
W wieku siedemnastu lat w 1990 roku podpisała kontrakt z nowojorskim oddziałem agencji IMG. Wkrótce wysłano ją do Paryża i Mediolanu, gdzie pracowała w latach 1991–1993. Po powrocie do Stanów Zjednoczonych jej zdjęcia pojawiły się m.in. w Sports Illustrated Swimsuit Edition (1996, 1997). W latach 1996–2005 była twarzą Victoria’s Secret. Brała udział w kampaniach reklamowych, m.in.: 3 Suisses, Alma Couture, Cover Girl oraz Dolce & Gabbana. Na wybiegu prezentowała kolekcje: Chanel, Donny Karan, Ralpha Laurena, Yves’a Saint Laurenta oraz domu mody Kenzo. Jej twarz zdobiła okładki: Elle, Cosmopolitan i Harper’s Bazaar. W latach 2017–2018 była prowadzącą programu America’s Got Talent.
W 2009 roku została uhonorowana za działalność na rzecz LGBT przez Gay & Lesbian Alliance Against Defamation (GLAAD) tytułem Excellence in Media Award. W swoich programach wielokrotnie poruszała tematy związane z homoseksualizmem i homofobią.

## Filmografia
- 1993–1996 – Bajer z Bel-Air jako Jaclyn
- 1999 – Ta przebrzydła miłość jako Holly
- 2000 – Miłość i koszykówka jako Kyra Kessler
- 2000 – Felicity
- 2000 – Wygrane marzenia jako Zoe
- 2000 – Life-size jako Eve
- 2002 – Halloween: Resurrection jako Nora Winston
- 2008 – Hannah Montana: Film jako ona sama
- 2009 – Gossip Girl jako Urszula Nyquist
- 2012 – Taniec rządzi jako panna Burke (2 odcinki: Parent Trap It Up, My Fair Librarian It Up)

## Prowadząca
- 2005–2010 – The Tyra Banks Show
- 2003–2015, od 2017 – America’s Next Top Model
- 2015 – FABLife
- 2017–2018 – America’s Got Talent